# Hospital John Radcliffe
L'Hospital John Radcliffe, John Radcliffe Hospital és un gran hospital d'ensenyament situat a Oxford, Anglaterra. És el principal hospital d'ensenyament de la Universitat d'Oxford i la Universitat Oxford Brookes. Com a tal, és un centre de recerca mèdica També incorpora la Medical School of the University of Oxford. Rep el seu nom pel metge anglès del segle xviii John Radcliffe. L'edifici inicial de l'hospital ("JR1"),es va inaugurar l'any 1972 i només era per neonatologia, el 1979 es va obrir el JR2 amb més serveis i es va acabar l'anyr 2006.